# Svínoy
Svínoy (dánul: Svinø) Feröer északkeleti részén található sziget. Neve Disznó-szigetet jelent; a sertéstenyésztés a viking kortól a középkorig elterjedt volt Feröeren.

## Földrajz

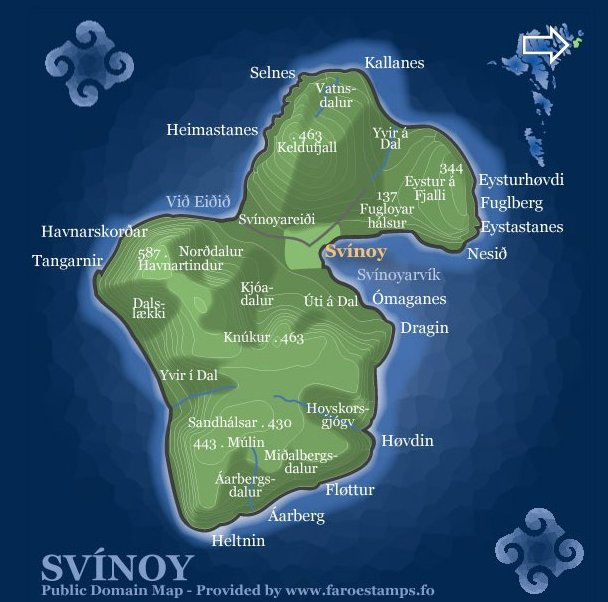
Svínoy térképe

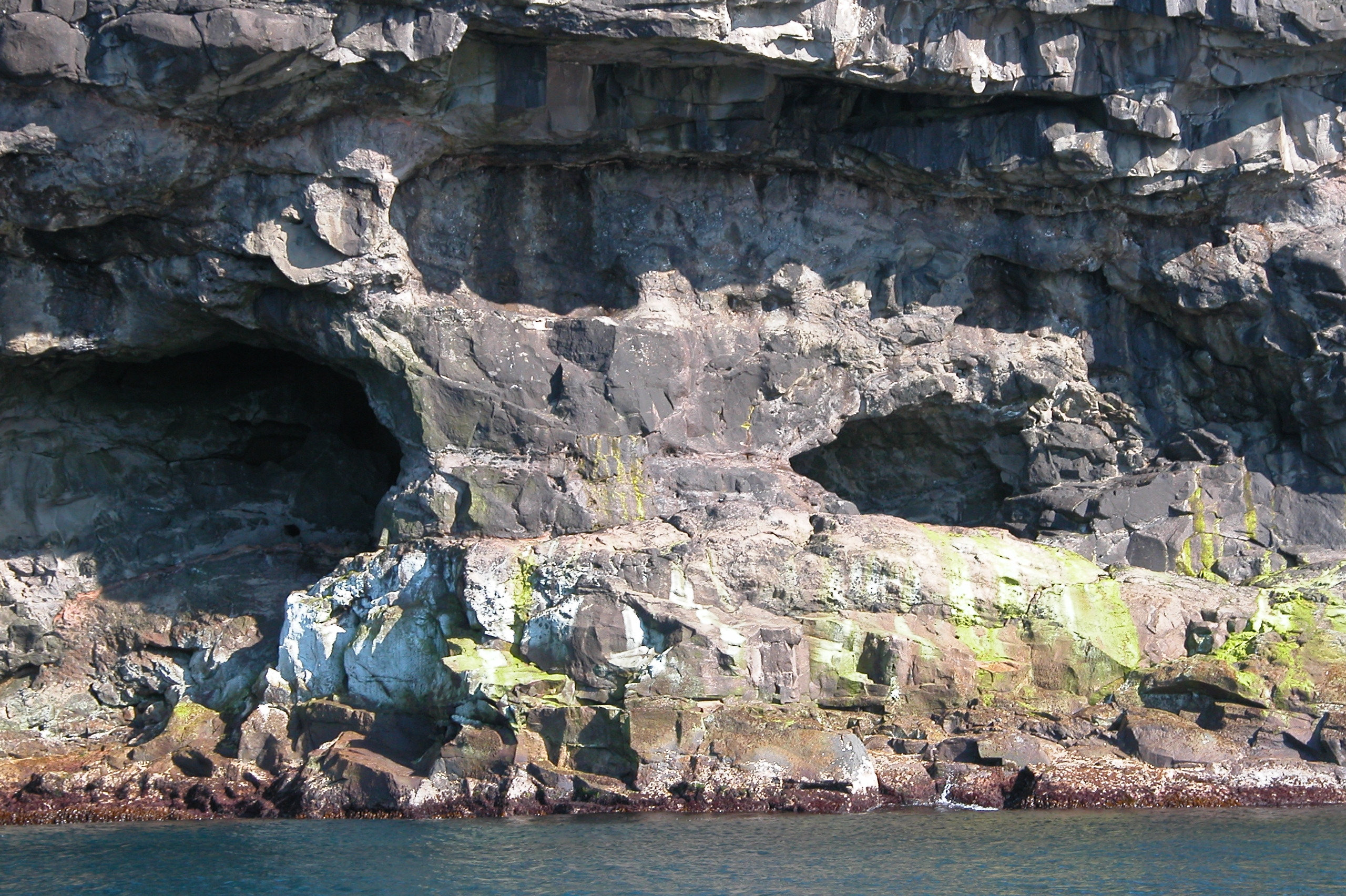
Svínoy tengerpartja

Svínoy Borðoy és Viðoy közelében, tőlük keletre fekszik. A Norðoyar régióhoz tartozik. A sziget, melynek területe 27,29 km², két eltérő méretű félszigetre osztható. Fontosabb hegycsúcsok: Keldufjall (461 m), Havnartindur (587 m) és Múlin (442 m).

### Élővilág
A sziget madárvilága nemzetközi jelentőségű. A fészkelőhelyek gyakorlatilag az egész szigetet körülölelik. Évente több, mint 30 000 pár tengeri madár költ ezeken a területeken. A legjelentősebb fajok az európai viharfecske (25 000 pár), a lunda (10 000 pár) és a fekete lumma (150 pár).

## Népesség
Egyetlen lakott települése van, Svínoy. Népessége kedvezőtlen, periférikus fekvése miatt erősen csökken: az 1960-as években még 200-an lakták.
| Év              | Lakosság |
| --------------- | -------- |
| 1986. január 1. | 62       |
| 1991. január 1. | 59       |
| 1996. január 1. | 65       |
| 2001. január 1. | 63       |
| 2006. január 1. | 55       |

## Közlekedés
A sziget elérhetőségét komp biztosítja a Viðoy szigetén található Hvannasund, valamint a Fugloy sziget felé. Hetente háromszor az Atlantic Airways helikoptere is közlekedik.

### Külső hivatkozások
- Légifotók Archiválva 2018. július 3-i dátummal a Wayback Machine-ben (Anfinn Frederiksen) (angol)
- Svínoy, the island[halott link], faroestamps.fo (angol)
- Svínoy-i nyelvjárás. YouTube (feröeri nyelven és angolul)